# Sinfonietta da Camera Salzburg
Die Sinfonietta da Camera Salzburg ist ein 2002 gegründetes und seitdem in Salzburg beheimatetes Sinfonieorchester.
Das Orchester hat sich vor allem der Musik Wolfgang Amadeus Mozarts und Komponisten seiner Zeit verschrieben, führt aber auch Werke aus anderen Epochen auf.
Die Sinfonietta da Camera nahm an zahlreichen Festivals teil, geht regelmäßig auf Tournee und war ab 2006 das Residenzorchester beim Salzkammergut Mozartfestival. Künstlerischer Leiter und Chefdirigent ist seit der Gründung der österreichische Komponist Peter Wesenauer.
Das Orchester hat vier CDs produziert, darunter Konzertaufnahmen sowie die Filmmusiken zu Nosferatu von Hans Erdmann und zu Der Silberberg von Peter Wesenauer.

## Weblink
- Sindaca